# Una família de Tòquio
Una família de Tòquio (東京家族, Tōkyō Kazoku) és una pel·lícula de cinema japonesa del 2013 dirigida per Yoji Yamada. És un remake de la pel·lícula japonesa Tokyo monogatari de Yasujiro Ozu. Fou projectada al 63è Festival Internacional de Cinema de Berlín. Ha estat doblada al català.

## Sinopsi
Shūkichi Hirayama i la seva esposa Tomiko són una parella de gent gran que viu en una petita illa situada al mar interior de Seto. Amb l'excusa d'oferir el condol a la vídua d'un amic de la família, decideixen anar a Tòquio per visitar els seus tres fills, que es van mudar a la capital per treballar.
Koichi, el fill gran, és metge i dirigeix una clínica privada; Shigeko posseeix un saló de bellesa; mentre que Shoji, el més jove, treballa ocasionalment en la creació de conjunts per al teatre Kabuki i, a diferència dels seus germans, no sembla tenir un pla de vida clar ni intentar trobar-lo.
Un cop a la metròpoli, els pares grans acullen primer el fill gran i després la seva germana, però tots dos semblen estar molt ocupats amb la feina per poder dedicar-los algun temps. Amb el temps, Shoji els fa recórrer la ciutat, però la eterna incompatibilitat amb el seu pare acaba arruïnant també aquest moment agradable. Koichi i Shigeko després decideixen pagar als seus pares un hotel de luxe per fer-los més còmodes, però després d'una nit, avorrits i aïllats, els dos cònjuges grans tornen als fills, però ara tenen la sensació de sentir que fan nosa.
Així que decideixen marxar el més aviat possible, Shūkichi i Tomiko planifiquen la seva última nit a Tòquio. Finalment retran homenatge a la vídua del seu amic mort i demanen allotjament a un altre amic que els esperava des de fa temps. Ella se sorprèn que Shoji tingui la casa més petita de totes, però que té un lloc per a la seva mare segur i potser estarà encantada de saber que pot fer alguna cosa per ell.
Shūkichi passa una mala nit, emborratxant-se per culpa del seu amic que tampoc li dona allotjament. Tomiko, per la seva banda, descobreix que el fill té una companya amb qui vol casar-se. Encantada amb això, Tomiko fins i tot li confia els seus estalvis, confiat que els ha posat en bones mans i per donar suport a una família que està a punt de néixer sota els millors auspicis. La futura nora Noriko accepta, sorpresa i afalagada.
L'endemà Tomiko, reunida amb el seu marit a la casa de Koichi, explica als altres membres de la família que té una malaltia. L'últim en arribar és, com sempre, Shoji, en companyia de Noriko que es presenta oficialment a la família. Shoji explica els últims moments viscuts amb la mare.
Després de morir Tomiko, la família es reuneix uns dies després al pintoresc poble d'origen per portar les cendres i retre-les l'últim homenatge. Shūkichi està decidit a romandre on sempre ha viscut, tot i que ara, pel seu compte, tot serà més difícil. Després de la cerimònia, tothom marxa tret de Shoji que, durant uns dies, ha decidit fer companyia al seu pare amb Noriko. Quan també decideixen marxar cap a Tòquio, Shūkichi regala a Noriko un rellotge que pertanyia a la seva dona. Una expressió d'agraïment per part d'un home malhumorat, cap a la noia que va fer feliç els darrers moments de la vida de la seva dona i que ara li ha permès veure el seu fill amb ulls diferents.

## Repartiment
- Isao Hashizume - Shukichi Hirayama
- Kazuko Yoshiyuki - Tomiko Hirayama
- Masahiko Nishimura - Koichi
- Tomoko Nakajima - Shigeko
- Satoshi Tsumabuki - Shoji
- Yui Natsukawa - Fumiko
- Yū Aoi - Noriko Mamiya
- Ryuichiro Shibata - Minoru
- Ayumu Maruyama - Isamu
- Narumi Kayashima - Kyoko Hattori
- Nenji Kobayashi - Sanpei Numata
- Jun Fubuki - Kayo

## Producció
El 2013, Shochiku va decidir celebrar el cinquantè aniversari de la desaparició del director Yasujirō Ozu, fent un remake de la seva pel·lícula més representativa, Tokyo monogatari (1953). Per dirigir la pel·lícula van cridar al director Yōji Yamada, que va ser ajudant de direcció del mateix Ozu.
Yamada decideix traslladar la història original fins als nostres dies, substituint el trauma de la postguerra i la bomba atòmica per les causades pel tsunami.

## Nominacions i premis
Va rebre l'Espiga d'Or de l'edició de 2013 de la 58a Setmana Internacional de Cinema de Valladolid. Va rebre 14 nominacions als Premis de l'Acadèmia Japonesa i una nominació als Blue Ribbon Awards.